# Husby-Sjuhundra församling
Husby-Sjuhundra församling var en församling i Uppsala stift och i Norrtälje kommun i Stockholms län. Församlingen uppgick 2008 i Husby, Skederid och Rö församling. 

## Administrativ historik
Församlingen har medeltida ursprung. Församlingen namn var före 1 januari 1886 (ändring enligt beslut den 17 april 1885) Husby församling, därefter till 1952 Husby-Lyhundra församling. Innan ändringen hade dock bruket av namnet Husby-Lyhundra redan förekommit. 1952 ändrades namnet till Husby-Sjuhundra.
Församlingen var till 1962 moderförsamling i pastoratet Husby-Sjuhundra och Skederid. Från 1962 till 2008  annexförsamling i pastoratet Rimbo, Rö, Husby-Sjuhundra, Skederid och Fasterna som från 1972 även omfattade Närtuna församling och Gottröra församling Församlingen uppgick 2008 i Husby, Skederid och Rö församling.

## Kyrkor
- Husby-Sjuhundra kyrka